# Зелёная Хвоя
Зелёная Хвоя (бел. Зялёная Хвоя) — посёлок в Даниловичском сельсовете Ветковского района Гомельской области Белоруссии.
На западе граничит с лесом.

## География

### Расположение
В 19 км на северо-запад от Ветки, 9 км от железнодорожной станции Лазурная (на линии Жлобин — Гомель).

## Транспортная сеть
Транспортные связи по просёлочной, затем автомобильной дороге Даниловичи — Ветка. Планировка состоит из короткой прямолинейной, почти широтной улицы, застроенной деревянными домами усадебного типа.

## История
Основан в начале XX века переселенцами из соседних деревень. В 1926 году в Даниловичском сельсовете Гомельского района Гомельского округа В 1930 году жители вступили в колхоз. Во время Великой Отечественной войны 9 жителей погибли на фронте. В 1959 году в составе совхоза имени И. С. Лебедева (центр — деревня Даниловичи).

## Население

### Численность
- 2004 год — 10 хозяйств, 17 жителей.

### Динамика
- 1926 год — 11 дворов, 51 житель.
- 1940 год — 21 двор, 84 жителя.
- 1959 год — 75 жителей (согласно переписи).
- 2004 год — 10 хозяйств, 17 жителей.